# クレル・モセット
クレル・モセット（Crell Moset）は『スタートレック』シリーズの『スタートレック:ヴォイジャー』に登場する架空の人物。デイヴィッド・クレノンが演じた。カーデシア人の医者で、宇宙生物学の第一人者。日本語版の声優は谷口節。
カーデシアのベイジョー占領時代に、ベイジョー人を使った人体実験でホストザ・ウイルスの治療法を発見した。
損傷した船から転送した非ヒューマノイド型の異星生命体がベラナ・トレスの体にとりつき、緊急避難的に臓器を代用してしまった。この異星生命体をトレスの体から取り外すために、宇宙生物学の専門的知識が必要となり、ホログラムで作り出された。
治療中にモセットを見たマキのメンバーだったテイバーが、自分の家族を殺した大量殺人犯だと言い始めた。最初はテイバーの言葉を疑ったものの、データベースを調べていくと事実であることが判明した。
トレスが人体実験の結果を利用した治療を拒否したものの、艦長命令でドクターと一緒に手術が行われ、トレスも異星生命体も無事に助かった。手術後に、医療部長であるドクターの決断でコンピュータから全データが削除される。